# Teja (król Ostrogotów)
Teja, Tejas (zm. 552 lub 553) – ostatni król Ostrogotów, następca Totili, którego w 552 roku pokonał wódz bizantyjski Narses. Teja kontynuował walkę przeciw Narsesowi stosując masowe represje wobec rzymskiej ludności cywilnej. W Pawii kazał zamordować trzystu zakładników z rodzin senatorskich. Uciekając przed przeważającymi siłami Bizancjum przedarł się na południe Italii, gdzie założył obóz warowny u stóp Wezuwiusza. Otoczony przez Narsesa, zginął w niezwykle krwawej bitwie pod Wezuwiuszem. Jego śmierć położyła kres Królestwu Ostrogotów w Italii.